# John Condon
John „Johnny” Condon (ur. 28 lutego 1889 w Shoreditch, zm. 21 lutego 1919 tamże) – brytyjski bokser.
Na letnich igrzyskach olimpijskich w 1908 w Londynie zdobył srebrny medal w kategorii koguciej.
W 1909 przeszedł na zawodowstwo. Walczył do 1916.
Zmarł na zapalenie płuc podczas pandemii grypy hiszpanki.